# 古汗站
古汗站（：／ Gohan yeok */?）是位于韩国江原特別自治道旌善郡古汗邑古汗9里的一座鐵路站，属于太白线。

## 历史
- 1966年1月19日 - 落成使用[1]。

## 相鄰車站
韓國鐵道公社
太白線
舍北－古汗－杻田